# Asa Branca (locutor)
Waldemar Ruy dos Santos (Turiúba, 19 de abril de 1962 — São Paulo, 4 de fevereiro de 2020), mais conhecido como Asa Branca, foi um locutor profissional de rodeios e cantor brasileiro.

## Carreira
Asa Branca começou a carreira nas arenas montando em touros bravos. A carreira de peão de boiadeiro foi interrompida após um acidente, quando o chifre de um boi chegou a perfurar seu pulmão, a partir disso se tornou locutor profissional. Uma das suas principais características nesta profissão foi a sua habilidade com o microfone e a capacidade de inovar sempre, como levar o microfone para dentro das arenas, trazendo assim mais emoção ao público dos rodeios. Inovou, também, nas aberturas de rodeios com atrações e apresentações especiais como a presença do cavalo e do helicóptero.
Investiu muito no profissionalismo desse esporte, envolvendo-se com política para garantir os direitos dos atletas. Em Barretos, apresentou o então candidato à presidência do Brasil, Fernando Henrique Cardoso, a uma plateia que aguardava sua apresentação na festa. Neste dia o rodeio ganhou mais força política e se tornou um dos esportes mais praticados no país.
Sua última apresentação foi na abertura de um rodeio em Fernandópolis-SP, em 2018.

### Aparições na TV
Asa Branca também fez sucesso na TV, onde apresentou o Som Brasil e o especial Amigos, na Rede Globo, e teve participações em novelas como Mulheres de Areia e Rei do Gado, também da Rede Globo. Marcou presença em diversos programas de TV e rádio, como Domingo Legal (SBT), Domingão do Faustão (Globo), Hebe (SBT), Domingo Show (Record), Silvia Poppovic (Band), dentre outros.

### Saúde e doença
Em 2013, foi hospitalizado por 83 dias devido a uma neurocriptococose, popularmente chamada "doença do pombo", que atinge o sistema nervoso. Chegou a ser submetido a seis cirurgias no cérebro, mas venceu a doença e retornou aos rodeios em 2014. Por causa da neurocriptococose, Asa Branca adquiriu a meningite bacteriana e hidrocefalia. Para controlar as doenças, necessitava tomar remédios todos os dias e ir frequentemente ao médico para realização de exames.
Enfrentou, desde 2017, um câncer na garganta, passando por várias sessões de radioterapia. A doença progrediu atingindo estado terminal. O documentário A Última Lenda dos Rodeios, uma produção da Veja e Kurundu Filmes, lançado em 26 de agosto de 2018, no encerramento da Festa do Peão de Barretos, retrata a vida do locutor. A produtora Sentimental Filmes, em parceria com a Querosene Filmes e a Universal Pictures, lançou, em 2018, o filme Asa Branca – A Voz da Arena. Sob a direção de Guga Sander, o longa conta a história de Asa Branca.

## Morte
Além de ser portador do vírus HIV desde 2007, Asa Branca foi diagnosticado, em 2017, com câncer na garganta. Em uma entrevista concedida à Veja, afirmou que seus problemas de saúde "eram resultado da prática e do incentivo à violência contra animais, bois e cavalos". O locutor foi internado em 2 de setembro de 2019 em estado crítico, segundo uma nota divulgada pela família. No entanto, em 4 de fevereiro de 2020, o quadro se agravou e o locutor veio a falecer devido a complicações severas decorrentes de um câncer na mandíbula, e do vírus HIV no Instituto do Câncer Octavio Frias de Oliveira, localizado na Zona Oeste da cidade de São Paulo.

## Discografia
- 1996 - Cowboy Country (Paradoxx Music)
- 1997 - Cowboy Country - Volume 2 (Paradoxx Music)
- 1998 - Asa Branca Romântico Especial (Paradoxx Music)

com a dupla "Asa Branca e Rancharia"
- 2017 - Rodeio (EP)
- 2018 - Na Pegada do Cowboy[17]

Participações em outros projetos
- Participação especial na música "Segura Peão", presente no álbum "Ventos Uivantes" de Sérgio Reis

## Filmografia
Televisão
| Ano  | Programa/Novela   | Tipo             | Emissora   | Papel        |
| ---- | ----------------- | ---------------- | ---------- | ------------ |
| 1993 | Mulheres de Areia | Novela           | Rede Globo | Ele Mesmo    |
| 1996 | O Rei do Gado     | Novela           | Rede Globo | Ele Mesmo    |
| 1996 | Amigos            | Especial         | Rede Globo | Apresentador |
| 1997 | Som Brasil        | Programa Musical | Rede Globo | Apresentador |

Cinema
| Ano  | Filme                       | Info                    | Ref.   |
| ---- | --------------------------- | ----------------------- | ------ |
| 2015 | A Última Lenda dos Rodeios  | Documentário Biográfico | [ 18 ] |
| 2021 | Asa Branca – A Voz da Arena | Cinebiografia           | [ 19 ] |

## Livros

### Biografias
| Ano  | Livro                    | Autoria      | Editora                       |
| ---- | ------------------------ | ------------ | ----------------------------- |
| 2019 | Asa Branca - A Biografia | Raul Marques | Letramento Editora e Livraria |